# Lista dos campeões estaduais de futebol feminino do Brasil em 2021
A lista a seguir traz dados acerca dos campeonatos estaduais de futebol feminino realizados no Brasil em 2021.
Significados das colunas:
- Estado: nome do estado, listados em ordem alfabética.
- Série A3 2022: times classificados para o Campeonato Brasileiro de Futebol Feminino - Série A3 em sua edição de 2022.
- Final: placares dos jogos finais ou, em caso de não ter havido final, a vantagem do campeão ao final do campeonato.

## Estaduais
| Estado | Campeão/Artilheira | Vice-campeão                | Série A3 2022                          | Final                                                                   |
| ------ | --- | --------------------------- | -------------------------------------- | ----------------------------------------------------------------------- |
| AC     | Rio Branco-AC (1° título) Monique dos Santos (Rio Branco-AC) 12 gol                                                                           | Assermurb                   | Rio Branco-AC                          | Assermurb 1x0 Rio Branco-AC 2 (6)x(5) 1 Assermurb                       |
| AL     | CRB (1° título) Tamara Alves (CRB) 21 gols | Acauã                       | CRB                                    | CRB 4x1 Acauã                                                           |
| AM     | 3B da Amazônia (2° título) | JC                          | 3B da Amazônia                         | 3B da Amazônia 2 x 0 JC                                                 |
| AP     | Ypiranga-AP (1° título) | Oratório                    | Ypiranga-AP                            | Oratório 1 x 1 Ypiranga-AP 0 x 0 Oratório                               |
| BA     | Bahia (5° título) Evelyn Monteiro (Bahia) 12 gols                                                                                             | Doce Mel                    | Doce Mel                               | Doce Mel 1x0 Bahia 4x0 Doce Mel                                         |
| CE     | Ceará (3° título) | Fortaleza                   | Menina Olímpica                        | Fortaleza 1 x 2 Ceará 3 x 3 Fortaleza                                   |
| DF     | Real Brasília (3° título) | Minas Brasília              | Legião                                 | Real Brasília 2x1 Minas Brasília                                        |
| ES     | Vila Nova-ES (7° título) | Prosperidade                | Vila Nova-ES                           | Vila Nova-ES 1 x 0 Prosperidade                                         |
| GO     | Vila Nova (1° título) Samara Chaves (Vila Nova) 5 gols                                                                                        | Aliança                     | Vila Nova                              | Aliança 0x2 Vila Nova 2x1 Aliança                                       |
| MA     | Não foi disputado. | Não foi disputado.          | Não foi disputado.                     | Não foi disputado.                                                      |
| MT     | Mixto (7° título) | Cuiabá                      | Mixto                                  | Cuiabá 0x4 Mixto 2x0 Cuiabá                                             |
| MS     | Operário-MS (1° título) | SERC                        | Operário-MS                            | Quadrangular                                                            |
| MG     | Atlético Mineiro (7° título) | Cruzeiro                    | Ipatinga                               | Cruzeiro 0x1 Atlético Mineiro                                           |
| PA     | Remo (2° título) | Gavião Kyikatejê            | Remo                                   | Gavião Kyikatejê 1 x 6 Remo 3x0 Gavião Kyikatejê                        |
| PB     | VF4 (1° título) | Botafogo-PB                 | VF4                                    | VF4 1 (4) x (2) 1 Botafogo-PB                                           |
| PR     | Athletico Paranaense (2° título) Kembelly Campos (Athletico Paranaense) 6 gols                                                                | Toledo                      | Toledo                                 | Triangular                                                              |
| PE     | Náutico (4° título) | Sport                       | Náutico                                | Sport 1x2 Náutico                                                       |
| PI     | Teresina (1° título) | Abelhas Rainhas de Picos    | Teresina                               | Teresina 3 (3) x (2) 3 Abelhas Rainhas de Picos                         |
| RJ     | Flamengo (6° título) | Fluminense                  | Cabofriense                            | Flamengo 1 (3) x (0) 1 Fluminense                                       |
| RN     | União (3° título) Marta da Silva (União) 8 gols                                                                                               | Alecrim                     | União                                  | União 1x0 Alecrim                                                       |
| RS     | Internacional (11° título) | Grêmio                      | Flamengo-RS                            | Grêmio 1 (3) x (4) 1 Internacional                                      |
| RO     | Real Ariquemes (3° titulo) Thaynara Ribeiro (Real Ariquemes) 8 gols                                                                           | Barcelona-RO                | Barcelona-RO                           | Triangular                                                              |
| RR     | São Raimundo-RR (8° título) | GAS                         | São Raimundo-RR                        | São Raimundo-RR 2 x 0 GAS                                               |
| SC     | Kindermann (12° título) Camila Silva (Kindermann) / Catyellen Souza (Kindermann) / Jaine Lemke (Criciúma) / Letícia Silva (Kindermann) 3 gols | Criciúma                    | Criciúma                               | Kindermann 4x0 Criciúma                                                 |
| SP     | Corinthians (3° título) | São Paulo                   | Realidade Jovem Taubaté                | São Paulo 1 x 0 Corinthians 3 x 1 São Paulo                             |
| SE     | Estanciano (1° título) | Rosário Central             | Estanciano                             | Estanciano 1 x 0 Rosário Central                                        |
| TO     | Paraíso (4° título) Amanda Gomes (Paraíso) 5 gols                                                                                             | Grêmio Tocantins/Union Life | Paraíso (vaga para a Série A2 de 2021) | Grêmio Tocantins/Union Life 0x2 Paraíso 0x0 Grêmio Tocantins/Union Life |

## Outros torneios

### Copas estaduais
| Estado | Campeão/Artilheira                                  | Vice-campeão | Final                                     |
| ------ | --------------------------------------------------- | ------------ | ----------------------------------------- |
| SP     | Palmeiras (2° título) Ary Borges (Palmeiras) 3 gols | São José-SP  | São José-SP 0x3 Palmeiras 1x2 São José-SP |

### Turnos estaduais
| Campeonato                             | Primeiro Turno             | Segundo Turno                 |
| -------------------------------------- | -------------------------- | ----------------------------- |
| Campeonato Acriano de Futebol Feminino | Primeiro Turno / Assermurb | Segundo Turno / Rio Branco-AC |
| Campeonato Goiano de Futebol Feminino  | Primeiro Turno / Aliança   | Segundo Turno / Vila Nova     |

### Torneios extra
| Estado          | Competição         | Campeão                 | Vice-campeão          | Outros participantes |
| --------------- | ------------------ | ----------------------- | --------------------- | --- |
| RJ – (Detalhes) | Taça Guanabara     | Flamengo (2° título)    | Botafogo              | Bangu Barcelona-RJ Boavista-RJ Cabofriense Duque de Caxias Fluminense Pérolas Negras Portuguesa-RJ Serra Macaense Vasco da Gama |
| RS – (Detalhes) | Troféu do Interior | Flamengo-RS (1° título) | Brasil de Farroupilha | — |

### Categorias de base
| Estado | Categoria | Campeão/Artilheira                                                                              | Vice-campeão | Final                             |
| ------ | --------- | ----------------------------------------------------------------------------------------------- | ------------ | --------------------------------- |
| RJ     | Sub-18    | Fluminense (1° título)                                                                          | Flamengo     | Fluminense 1 (5) x (3) 1 Flamengo |
| RS     | Sub-17    | Internacional (1° título) Tamara do Carmo (Internacional) / Yasmin Jesus (Internacional) 8 gols | Grêmio       | Internacional 1x0 Grêmio          |
| SP     | Sub-17    | São Paulo (4° título) Analuyza Oliveira (Santos) 12 gols                                        | Corinthians  | Corinthians 0x2 São Paulo         |